# Arinișul de la Horlăceni
Arinișul de la Horlăceni este o arie protejată de interes național ce corespunde categoriei a IV-a IUCN (rezervație naturală de tip forestier), situat în județul Botoșani, pe teritoriul administrativ al comunei Șendriceni.

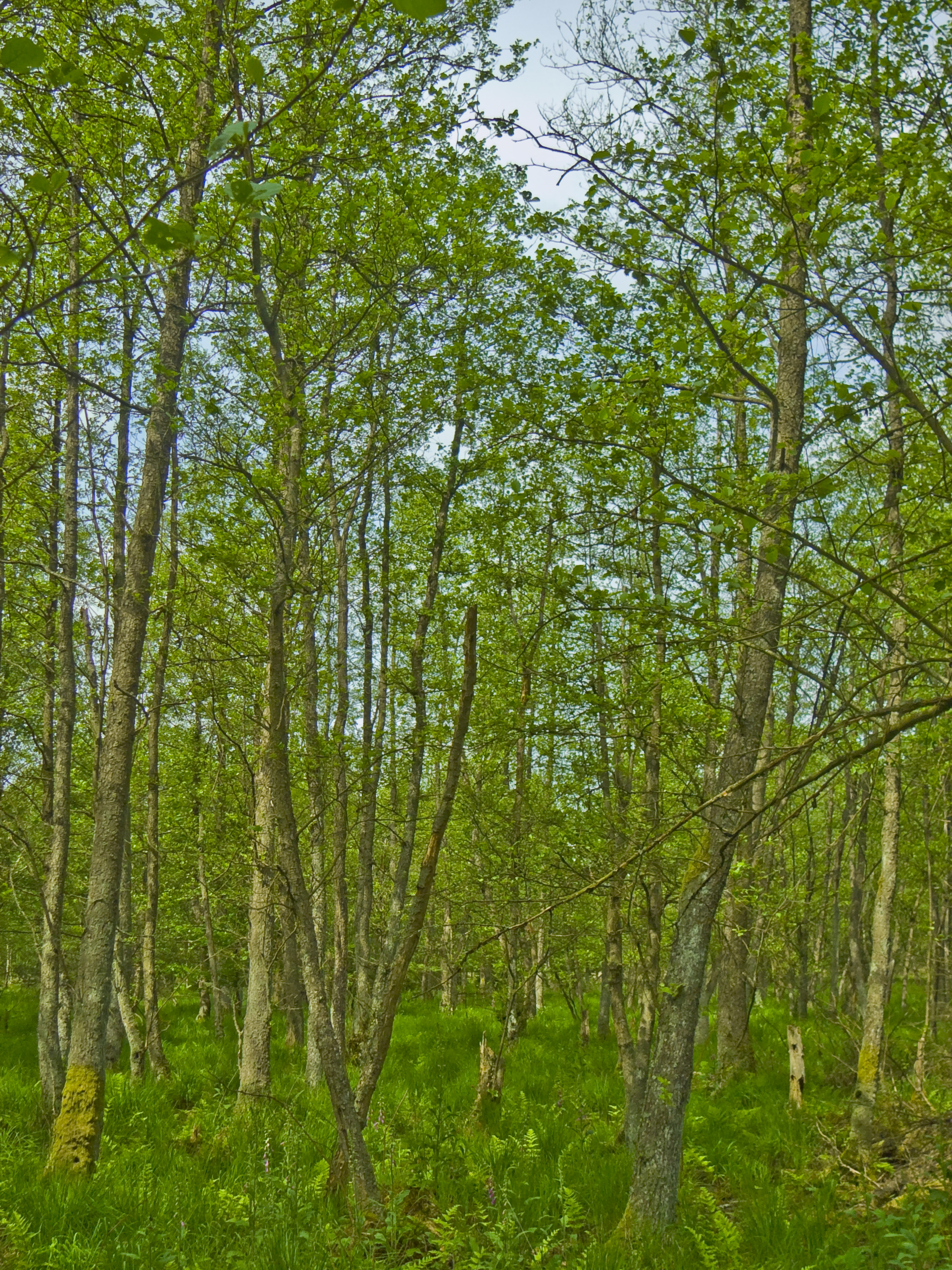
Arin negru (Alnus glutinosa)

Rezervația naturală aflată în Câmpia Jijiei, în partea vestică a satului Horlăceni, are o suprafață de 5 ha, și reprezintă o arie de protecție pentru specia arboricolă de arin negru (Alnus glutinosa), care vegetează pe o suprafață de 0,70 ha, în perimetrul rezervației.